# Desa Balongdowo (administrativ by i Indonesien, lat -7,50, long 112,73)
Desa Balongdowo är en administrativ by i Indonesien.   Den ligger i provinsen Jawa Timur, i den västra delen av landet, 700 km öster om huvudstaden Jakarta.